# Swietłoje (obwód astrachański)
Swietłoje (ros. Светлое) – wieś w Rosji, w obwodzie astrachańskim, w rejonie ikrianinskim. W 2010 liczyła 254 mieszkańców, głównie Kazachów.